# Gorenje Kamenje pri Dobrniču
Gorenje Kamenje pri Dobrniču este o localitate din comuna Trebnje, Slovenia, cu o populație de 47 de locuitori.